# Центральная Канада

Центральная Канада

Центра́льная Кана́да (иногда встречается термин Центральные провинции) — регион, состоящий из двух самых больших и самых населённых провинций Канады: Онтарио и Квебека. Благодаря высокой численности населения, в Онтарио и Квебеке традиционно проживало большинство политически активного населения страны, что вызывало определённое недовольство со стороны других регионов страны. До появления Конфедерации название Канада прямо относилось к Центральной Канаде. В наши дни это название используется не так часто, по сравнению с названиями провинций.

## География
Центральная Канада получила такое название не вследствие своего местоположения, а исключительно потому, что здесь находился центр политической жизни страны. Регион находится в восточной половине части страны, а Квебек заканчивается восточнее каждой провинции, за исключением Ньюфаундленда и Лабрадора. В широтном направлении центром Канады является меридиан, который проходит к востоку от Виннипега, Манитоба; географический центр Канады находится около Арвиата, Нунавут. Регион называется центром Канады потому, что провинции сгруппированы по обе его стороны как исторически и политически обособленные территории.
До появления Конфедерации название «Канада» прямо относилось к Центральной Канаде. Южное Онтарио когда-то называлась Верхней Канадой, а позже — Канада-Запад (Canada West), а южный Квебек — Нижняя Канада, позже Канада-Восток (Canada East). Оба региона вошли в состав Объединённой провинции Канады в 1841 году.

## Население
Суммарно, в двух провинциях проживает около 20 миллионов человек, что составляет 62 % населения Канады. Их интересы в Канадской Палате общин представляет 181 член Парламента (Онтарио — 106, Квебек — 75) из всех 308 членов. Южные районы провинций — особенно Коридор Квебек — Уинсор — являются наиболее урбанизированными промышленно-развитыми регионами Канады, здесь же расположены два самых больших города в стране, Торонто и Монреаль, а также столица — Оттава.
Согласно источнику Census Metropolitan Area в 2007 году численность населения составляла
1. Торонто: 5 406 300
2. Монреаль: 3 666 300
3. Оттава: 1 158 300
4. Квебек-сити: 723 300
5. Гамильтон: 716 200
6. Лондон: 465 700
7. Китченер: 463 600
8. Сент-Катаринс: 396 800
9. Ошава: 344 400
10. Виндзор: 332 100
11. Шербрук: 218 700
12. Грейтер-Садбери: 162 000
13. Кингстон: 155 000
14. Сагеней: 152 100
15. Труа-Ривьер: 142 600
16. Тандер-Бей: 125 400